# Francis Hsu
 (octobre 2012).
Si vous disposez d'ouvrages ou d'articles de référence ou si vous connaissez des sites web de qualité traitant du thème abordé ici, merci de compléter l'article en donnant les références utiles à sa vérifiabilité et en les liant à la section « Notes et références ».
Pour les articles homonymes, voir Hsu.
Chen-Ping Francis Hsu (chinois traditionnel : 徐誠斌主教) (né le 20 février 1920 à Shanghai et mort le 23 mai 1973 à Hong Kong) est le troisième évêque catholique (le premier Chinois) de Hong Kong.